# Марион (округ, Теннесси)
Округ Марион (англ. Marion County) располагается в США, в штате Теннесси. По состоянию на 2010 год, численность населения составляла 927 644 человека. Был основан 24 ноября 1819 года.

## География
По данным Бюро переписи США, общая площадь округа равняется 1330 км², из которых 1290 км² — суша, и 36 км², или 2,8 % — это водоёмы.

## Население
По данным переписи населения 2010 года в округе проживает 28 237 жителей в составе 11 403 домашних хозяйств и 8 030 семей. Плотность населения составляет 22,00 человека на км2. На территории округа насчитывается 12 954 жилых строения, при плотности застройки около 10,00-ти строений на км2. Расовый состав населения: белые — 93,90 %, афроамериканцы — 3,60 %, коренные американцы (индейцы) — 0,40 %, азиаты — 0,21 %, гавайцы — 0,01 %, представители других рас — 0,27 %, представители двух или более рас — 1,20 %. Испаноязычные составляли 1,30 % населения независимо от расы.
Возрастной состав округа: 22,80 % населения — моложе 18 лет, и 8,90 % — от 65 и старше. Средний возраст жителя округа — 43,9 лет.
Средний доход на домохозяйство в округе составлял 31 419 USD, на семью — 36 351 USD. Среднестатистический заработок мужчины был 30 236 USD против 21 778 USD для женщины. Доход на душу населения составлял 16 419 USD. Около 10,80 % семей и 14,10 % общего населения находились ниже черты бедности, в том числе — 20,00 % молодежи (тех, кому ещё не исполнилось 18 лет) и 14,30 % тех, кому было уже больше 65 лет.